# 因為·愛
《因為·愛》（英語：Because of Love，原名：真爱就這麼難）是中國大陸電視劇，由廣視傳媒、福建元亨利貞、北京世杰文化聯合出品，丹東市政府協助拍攝的以丹東優美風光爲背景的大型青春勵志偶像劇。由言承旭、海陸、曾愷玹、田家達主演。2012年9月19日在丹東市虎山長城舉行開機儀式，2013年1月26日在台灣新竹市殺青。2013年11月10日傳出劇中演員遭劇組積欠尾款，其後又發生版權糾紛，至2015年4月法院判決入稟一方敗訴，此劇的配音版得以安排於中國大陸播放。2016年2月2日在地方台--江西赣州安远台首播，並於2016年2月28日在衞星電視--湖北衞視黃金檔首播。

## 播出時間
| 頻道           | 所在地                                                     | 播映日期      | 播出時間               |
| -------------- | ---------------------------------------------------------- | ------------- | ---------------------- |
| 江西赣州安远台 | 中国                                                       | 2016年2月2日  |                        |
| 湖北衛視       | 中国                                                       | 2016年2月28日 | 19:30-21:30            |
| GEM            | 香港 · 新加坡 · 菲律賓 · 印度尼西亞 · 泰國 · 柬埔寨 · 澳門 | 2016年8月9日  | 星期一至五 20:00-21:00 |
| GEM            | 越南                                                       | 2017年5月3日  | 平日 20:00             |
| 河南衛視       | 中国                                                       | 2017年1月16日 | 19:30-21:30            |

## 劇情
蔣可心（海陸 飾）18歲時失聽，工作中遇到知名廣告導演莊道生（言承旭 飾）。兩人一開始矛盾對立，其後兩人逐漸變成互相欣賞，也從工作中演化成談心對象。郤在一次車禍中道生失明，友情事業跌落谷底時只有可心一直照顧他，並助他東山再起，兩人從始獲得愛情。

## 演員列表

### 主要演員
| 演員   | 角色   | 介紹 | 登場集數 |
| 言承旭 | 莊道生 | 道生是蔣可心男友，蝶兒學長。道生自從蔣可心耳聾後，一直照顧她，鼓勵她。不幸的是道生發生車禍導致雙眼失明，朋友離他而去，事業也跌落穀底，只有可心一直在他身邊照顧著他，並幫助他東山再起，兩人相互扶持，收獲了愛情。       | 1-30     |
| 海陸   | 蔣可心 | 蔣可心是蔣宇軒妹妹，道生女友。只有在生病時或在精神上受到刺激才會有聽覺障礙。在生病患有聽力障礙時，道生始終鼓勵心灰意冷的可心，讓可心鼓起勇氣面對生活。在道生發生車禍後，陪伴在他身邊。兩人相互扶持，收穫了事業與愛情。 | 1-2,4-9  |
| 曾愷玹 | 宋蝶兒 | 蝶兒是蔣宇軒的女友，道生學妹。因為蔣宇軒一直照顧妹妹蔣可心而忘了她，之後和他分手。分手後，一直圍繞道生。 | 10       |
| 田家達 | 蔣宇軒 | 蔣宇軒是蝶兒前男友，蔣可心哥哥。從小對蔣可心過度疼愛，導致蔣可心有些叛逆。因為他一直照顧妹妹蔣可心而忘了她，之後和蝶兒分手。                                                                                           | 1-9      |

### 其他演員
| 演員   | 角色   | 介紹 | 登場集數 |
| 方芳   | 宛如   |      |          |
| 張瀚生 | 趙承擔 |      |          |
| 方旭   | 蔣瑞祥 |      |          |

### 客串演出
| 演員   | 角色   | 介紹                             | 登場集數 |
| 林則希 | 高大腕 | 明星，因愛耍大牌而慘遭道生修理。 | 1、2     |

## 電視劇歌曲
| 曲別   | 歌名         | 演唱者       | 作詞         | 作曲       |
| 主題曲 | 不可以       | 杜蕾、馬蹄幫 | 太子         | 太子       |
| 片尾曲 | Silent Night | 馬蹄幫       | 馬蹄／程懷昌 | 太子       |
| 插曲   | 每個人都能夠 | 馬蹄幫       | 馬蹄／吳正忠 | 馬蹄／太子 |
| 插曲   | We Care      | 馬蹄幫       | 太子／吳正忠 | 太子       |

## 重要場景

### 台灣
- 新竹市：
  - 17公里海岸線
  - 18尖山
  - 19公里青青草原
  - 青草湖
  - 世博台灣館
  - 臺北市極限運動訓練中心

參考
- 2016-03-05【新竹で撮影】ジェリー・イェン主演『因為・愛』ロケ地まとめPart1（页面存档备份，存于）
- 2016-03-31【新竹で撮影】ジェリー・イェン主演『因為・愛』ロケ地まとめPart2（页面存档备份，存于）

### 中國
- 遼寧省丹東市：
  - 鴨綠江

## 製作團隊
- 製作人：杜志修
- 編　劇：鄒維剛
- 導　演：張孝正、周俊倫
- 製作公司：群和國際文化事業有限公司
- 協助單位：丹東市政府協助拍攝
- 贊助單位：新竹市政府「獎助影視製作拍攝計畫」

## 新聞
- 2012-09-18 言承旭現身遼寧挺方芳 巨星排場接機（页面存档备份，存于）
- 2012-10-13 言承旭龜毛搞殘自己 裝瞎慘摔滿身傷（页面存档备份，存于）
- 2012-11-14 言承旭捨替身冰天跳鴨綠江（页面存档备份，存于）
- 2012-12-03 臺灣演藝界人士助陣“呼喚愛心 情暖丹東”2012年丹東市工商聯光彩慈善基金成立晚會（页面存档备份，存于）
- 2013-01-21 新竹市影視製作拍攝補助-言承旭領銜主演新作《因為•愛》（页面存档备份，存于）
- 2013-11-10 言承旭拿不到片酬白《愛》了（页面存档备份，存于）
- 2014-05-25 《因为爱》被國家新聞出版廣電總局推薦為2014年度的“中國夢電視劇”（页面存档备份，存于）
- 2015-04-11 言承旭拍連續劇中國人配音 投資業者不滿提告（页面存档备份，存于）
- 2016-02-26 以丹东风光为背景拍摄的大型青春励志偶像剧《因为爱》本周日在湖北卫视盛大开播
- 2016-02-27 当道明寺遇到夏紫薇 海陆坦言牵手言承旭“像做梦”
- 2016-02-28 言承旭搭档海陆《因为爱》开启青春励志爱情季（页面存档备份，存于）
- 2016-02-28 言承旭 20年后依然“霸道”[永久]
- 2016-02-29 《因為•愛》昨天開播 言承旭拼命練輪滑（页面存档备份，存于）
- 2016-03-01 丹東上鏡青春勵志劇 《因為愛》
- 2016-03-01 以丹東風光為背景拍攝的電視連續劇 《因為•愛》開播